# Sematophyllum stenocarpum
Sematophyllum stenocarpum là một loài rêu trong họ Sematophyllaceae. Loài này được (Hampe & Müll. Hal.) Mitt. mô tả khoa học đầu tiên năm 1869.